# Ferdinand Feldhofer
Ferdinand Feldhofer (ur. 23 października 1979 w Vorau) – austriacki piłkarz występujący na pozycji obrońcy. Do 2013 roku grał w Sturmie Graz. W Bundeslidze debiutował w barwach właśnie Sturmu, w 1998 roku. Potem występował w Rapidzie Wiedeń i Wacker Innsbruck. W 2008 roku powrócił do klubu z Grazu. W 2002 roku zadebiutował w reprezentacji Austrii. Dotychczas wystąpił w niej 13-krotnie.